# Gemmula mystica
Gemmula mystica é uma espécie de gastrópode do gênero Gemmula, pertencente a família Turridae.